# جوناثان كلاين
جوناثان كلاين (بالإنجليزية: Jonathan Klein)‏ هو صحفي أمريكي، ولد في 2 أبريل 1958 في الولايات المتحدة.